# Лебаче
Лебаче (груз. ლებაჩე) — село в Грузии, на территории Мартвильского муниципалитета края (мхаре) Самегрело-Верхняя Сванетия.

## География
Село находится в западной части Грузии, на левом берегу реки Абаши, на расстоянии приблизительно 1 километра (по прямой) к северу от города Мартвили, административного центра муниципалитета. Абсолютная высота — 261 метр над уровнем моря.

## Население
По результатам официальной переписи населения 2014 года в Лебаче проживало 238 человек (108 мужчин и 130 женщин). В национальной структуре населения грузины составляли 100 %.
| Год  | Население, человек |
| ---- | ------------------ |
| 2002 | 575                |
| 2014 | ↘ 238              |